# Вібія Сабіна

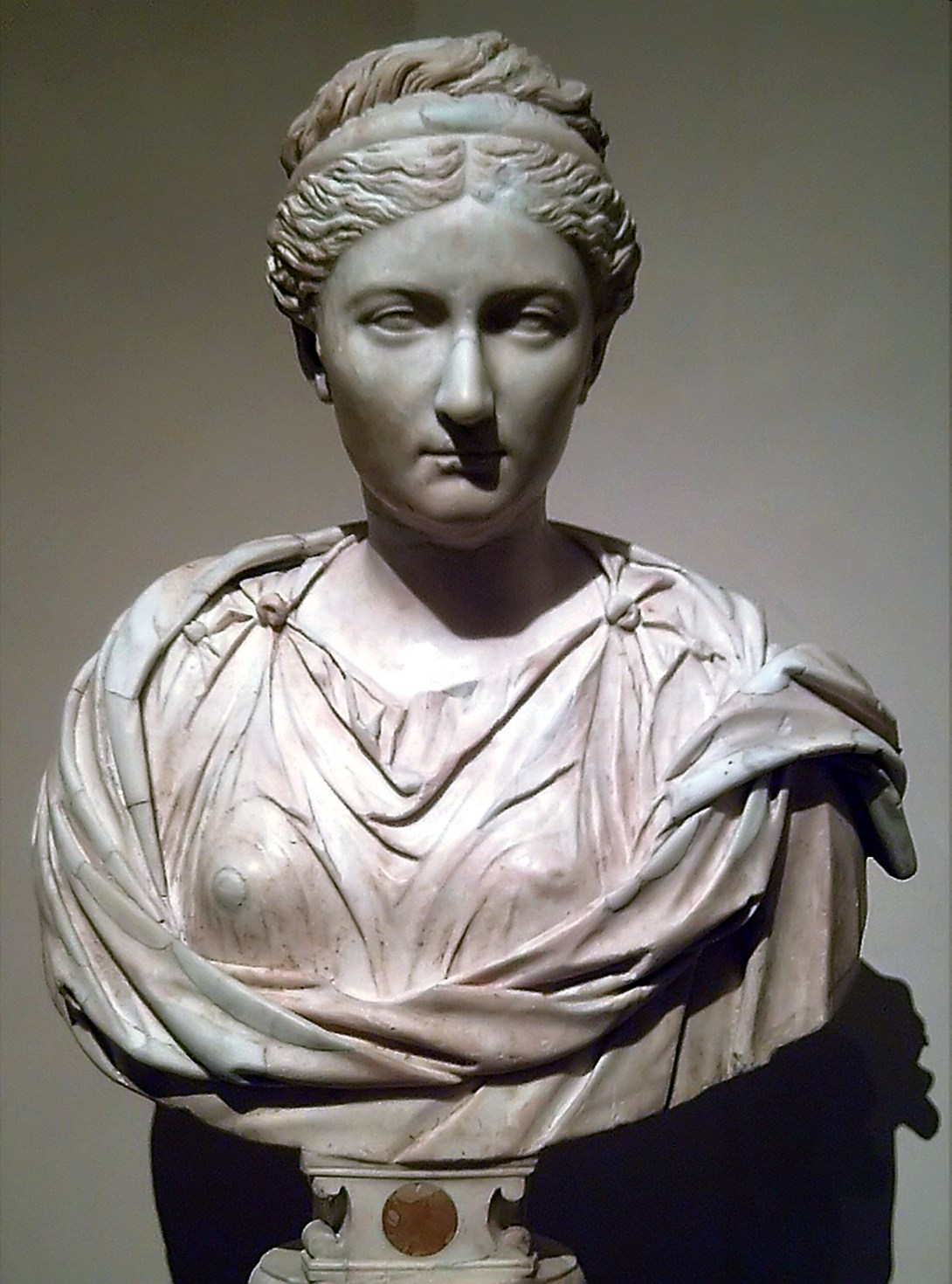
Вібія Сабіна

Вібія Сабіна (лат. Vibia Sabina; 83 або 86 — 136/137) — дружина римського імператора Адріана.

## Життєпис

### Молоді роки
Походила з роду нобілів Вібіїв. Донька Луція Вібія Сабіна, консула 97 року, та Салоніни Матідії, небоги імператора Траяна. Замолоду — у 100 році — вийшла заміж за Адріана, майбутнього імператора. Цей шлюб був суцільно з політичних розрахунків. Його влаштувала Помпея Плотіна, дружина Траяна, яка намагалася зробити Адріана спадкоємцем імператорського трону. Про життя у шлюбі з Адріаном у часи правління Траяна мало відомостей. Здебільшого Вібія жила у Римі, де проводила життя римської аристократки. Втім також супроводжувала чоловіка під час його поїздок імперією. У 115 році разом з Помпеєю Плотіною супроводжувала Траяна на війну з Парфією. Вібія Сабіна була також присутньою при смерті імператора у Селінунті й в цілому сприяла заходам Плотіни стосовно передачі імператорської влади Адріанові.

### Августа
Після повернення до Риму стосунки поміж Вібією та Адріаном були в цілому прохолодні. Це пов'язують з тим, що Сабіна не мала дітей, а також з численними коханками та коханцями Адріана (він був бісексуалом). У 122 році відбувся прямий конфлікт поміж Адріаном, який перебував тоді у Британії, та Вібією Сабіною, яка в цей час мешкала у Римі. У неї налагодилися занадто тісні стосунки з префектом преторія Септіцієм Кларетом та імператорським секретарем й істориком Светонієм Транквіллом. Адріан тоді ж заявив, що якби він був приватною особою то негайно розлучився б з дружиною через її поганий характер. Своєю чергою Вібія заявляла, що рада тому, що не народила чоловікові дітей, які б стали покаранням людству. З цього моменту Вібія майже не спілкувалася з чоловіком, була значною мірою відгороджена від суспільства.
Проте у 128 році відбулося примирення й Вібія Сабіна отримала титул Августи. Після цього вона разом з Адріаном вирушила на схід, побувавши в Афінах, Елевсіні, Олімпії, потім через Малу Азію та Сирію імператорське подружжя влітку 130 року прибуло до Олександрії Єгипетської. До Риму Вібія Сабіна повернулася разом із чоловіком у 132 році.

### Смерть
Втім в цей час стався новий конфлікт, після якого Адріан почав ставитися до дружини брутально та суворо. Зрештою, за одними відомостями у 136 або 137 році Вібія Сабіна наклала на себе руки, а за іншими — була отруєна за наказом імператора.